# ماريو بيريز (رسام)
ماريو بيريز هو رسام كوبي، ولد في 17 يونيو 1943.